# Anomoia nigrithorax
Anomoia nigrithorax es una especie de insecto del género Anomoia de la familia Tephritidae del orden Diptera.

## Historia
Malloch la describió científicamente por primera vez en el año 1939.